# Bronwenia cinerascens
Bronwenia cinerascens là một loài thực vật có hoa trong họ Malpighiaceae. Loài này được (Benth.) W.R.Anderson & C.Davis mô tả khoa học đầu tiên năm 2007.